# Paweł Szaniawski
Paweł Szaniawski (* 24. März 1981 in Nowa Ruda) ist ein ehemaliger polnischer Radrennfahrer.
Paweł Szaniawski begann seine Karriere im Jahr 2000 bei dem Radsportteam Servisco. In seinem zweiten Jahr dort gewann er eine Etappe bei der Dookoła Mazowsza. 2002 wechselte er zu Weltour-Radio Katowice und 2003 zu Legia. Bei Legia gewann er das Eintagesrennen Memoriał Andrzeja Trochnowskiego und 2004 das Tyskie Kryterium Fiata sowie Wielkanocny Wyścig o Puchar Wójta Gminy Kłomnice. In der Saison 2005 fuhr Szaniawski für die Grupa PSB, wo er die dritte Etappe bei Szlakiem Grodów Piastowskich gewann. Ab 2006 fuhr er für das polnische Continental Team CCC Polsat. In seinem ersten Jahr dort gewann er eine Etappe bei der Bałtyk-Karkonosze Tour.

## Erfolge
2001
- eine Etappe Dookoła Mazowsza

2003
- Memoriał Andrzeja Trochnowskiego

2005
- eine Etappe Szlakiem Grodów Piastowskich

2006
- eine Etappe Bałtyk-Karkonosze Tour

## Teams
- 2006 CCC-Polsat
- 2007 CCC Polsat-Polkowice
- 2008 CCC Polsat-Polkowice